# Välkommen till Köping
Välkommen till Köping är en svensk dokumentärserie som hade premiär på Dplay och Kanal 5 den 3 februari 2020. I serien skildras livet för ett antal personer med funktionsnedsättningar i Köping.
Seriens andra säsong hade premiär under våren 2022. Säsong 3 hade premiär 31 januari 2023 på Kanal 5.
Serien är en fortsättning på I en annan del av Köping som sändes på TV4 under fyra säsonger mellan 2007 och 2017.

## Medverkande (i urval)
- Linda Hammar
- Mats Halvarsson
- Torbjörn Jonsson
- Frans "Frasse" Pettersson

## Avsnitt (säsong 1)
- Avsnitt 1: Frasse fyller 50 år och det ska firas med en överraskningsfest.
- Avsnitt 2: Linda tar med sig Mats och Frasse för att hälsa på brorsan Filips inspelning av Alla mot alla.
- Avsnitt 3:  Mats och Tobbe spelar bowling med  Bröderna Bowling som båda är guldmedaljörer i Special Olympics. Frasse åker på veteranbilsträff.
- Avsnitt 4: Lars-Åke ska ha mysmiddag med Linda och passar på att ge grilltips.
- Avsnitt 5: Åke ska hjälpa Mats med träningen. Linda reser med föräldrar till Kolmården där de ska träffa Filip och hans barn.
- Avsnitt 6: Frasse försvinner under en shoppingtur. Mats ska gå på firmafest, och måste köpa en finskjorta.
- Avsnitt 7: Mats ska vaxa EPA-traktorn och får hjälp av Tobbe. Linda ska inhandla priser till ett lotteri.
- Avsnitt 8: Åke får råd från Mats inför sin första dejt. Lars-Åke bjuder ut Linda på middag. Dessutom blir det tacokväll med gänget.